# Distretto di Asunción (Amazonas)
Il distretto di Asunción è un distretto del Perù nella provincia di Chachapoyas (regione di Amazonas) con 289 abitanti al censimento 2007 dei quali 150 urbani e 139 rurali.
È stato istituito il 3 novembre 1933.